# Felix Iñurrategi
Felix Iñurrategi (* 30. března 1967 – 28. července 2000) byl španělský horolezec. Uskutečňoval výstupy v Himálaji spolu se svým mladším bratrem Albertem, který dobyl koruny Himálaje. Felix dosáhl spolu se svým bratrem vrcholů 12 osmitisícovek. V roce 2000 po úspěšném výstupu na Manaslu se bratři pokusili dosáhnout vrcholu Gasherbrumu II. To se jim podařilo, ale Felix Iñurrategi při sestupu zahynul.

## Úspěšné výstupy na osmitisícovky
- 1991 Makalu (8465 m)
- 1992 Mount Everest (8849 m)
- 1994 K2 (8611 m)
- 1995 Čo Oju (8201 m)
- 1995 Lhoce (8516 m)
- 1996 Kančendženga (8586 m)
- 1996 Šiša Pangma (8013 m)
- 1997 Broad Peak (8047 m)
- 1998 Dhaulágirí (8167 m)
- 1999 Nanga Parbat (8125 m)
- 2000 Manaslu (8163 m)
- 2000 Gasherbrum II (8035 m)